# Mamila

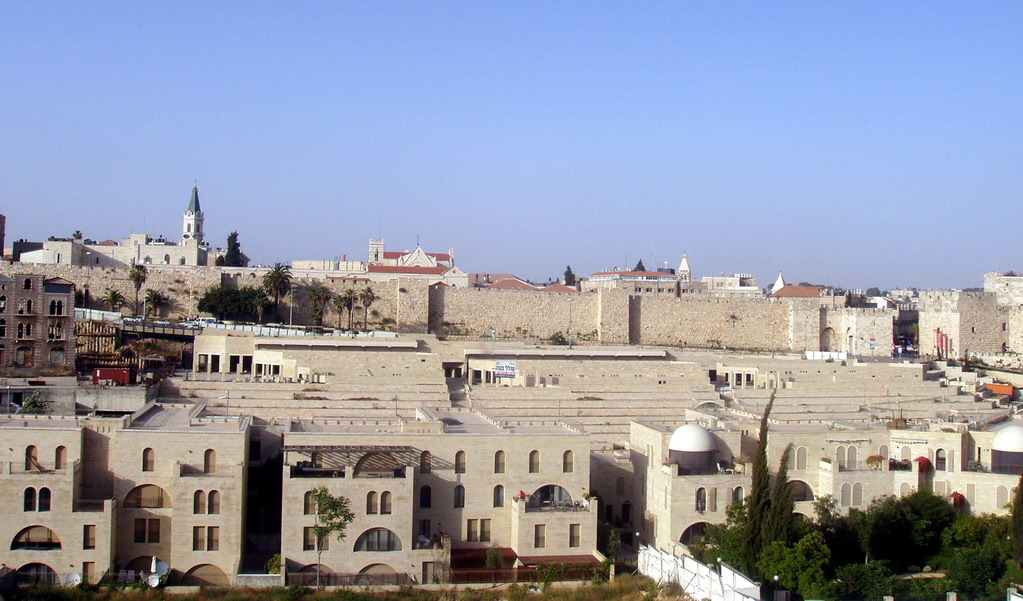
Celkový pohled na čtvrť Mamila, v pozadí Staré Město

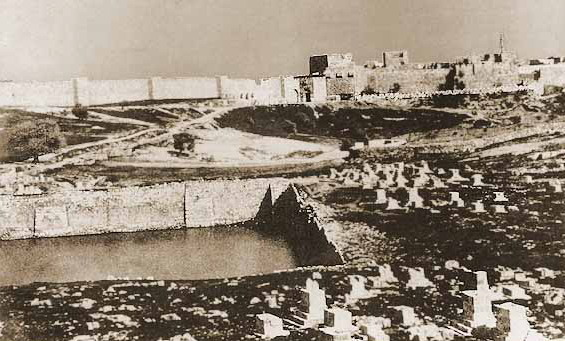
Vodní nádrž Brechat Mamila na dobovém snímku

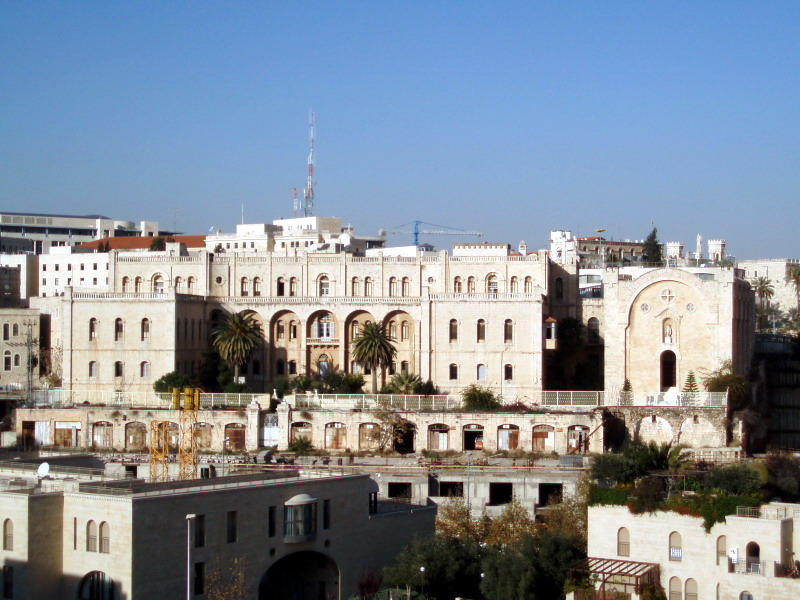
Hospice Saint Vincent de Paul ve čtvrti Mamila

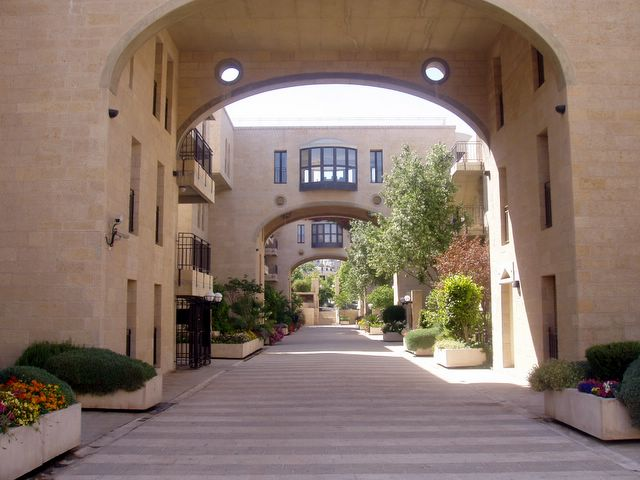
Rezidenční soubor Kfar David ve čtvrti Mamila

Mamila (hebrejsky: ממילא) je městská čtvrť v centrální části Jeruzaléma v Izraeli.

## Geografie
Na jihu hraničí s čtvrtí Jemin Moše, na západě s Machane Jisra'el, na severozápadě s Nachalat Šiv'a, na severu s komplexem Migraš ha-Rusim (Ruský dvůr) a na východě se Starým Městem. Leží v nadmořské výšce cca 750 metrů, na mírně vyvýšeném hřbetu, který je od Starého Města oddělen mělkým zářezem údolí vádí Nachal Chinom, které pak ústí do kaňonu Nachal Kidron. Čtvrť se nachází nedaleko okraje území, které ovládl Izrael během války za nezávislost v roce 1948, tedy nedaleko od Zelené linie. Prochází jí silnice číslo 60 (Derech Jafo). Populace čtvrti je židovská.

## Dějiny
Mamila vznikla roku 1890 jako předměstí založené muslimskými a křesťanskými Araby. Ve 20. letech 20. století se zde ale usadili také Židé. Šlo o významné obchodní centrum a sídlo četných veřejných institucí jako prvního poštovního úřadu vně Starého Města. V důsledku těžkých bojů, které se tu odehrávaly během války v roce 1948 byla čtvrť poničena a zčásti opuštěna, protože ležela v hraničním pásu. Usadila se tu židovská chudina. Jediným prestižnějším bodem byl nedaleký Hotel King David a sídlo místní pobočky YMCA. Po šestidenní válce v roce 1967 se čtvrť znovu ocitla v centru sjednoceného města a začala její obnova. Od 90. let 20. století zde došlo k velkým investicím. Jejich součástí byla výstavba rozsáhlého luxusního rezidenčního komplexu Kfar David (כפר דוד, doslova Davidova vesnice). Vznikly tu četné gastronomické podniky. Na severozápadním okraji čtvrti leží Hřbitov Mamila.